# Idiops barkudensis
Idiops barkudensis är en spindelart som först beskrevs av Gravely 1921.  Idiops barkudensis ingår i släktet Idiops och familjen Idiopidae. Inga underarter finns listade i Catalogue of Life.